# Classe Pensacola
A Classe Pensacola foi uma classe de cruzadores pesados operada pela Marinha dos Estados Unidos, composta pelo USS Pensacola e USS Salt Lake City. Suas construções começaram em 1926 e 1927, foram lançados ao mar em 1929 e comissionados na frota norte-americana em 1929 e 1930. O tamanho projeto da Classe Pensacola foi limitado pelo Tratado Naval de Washington, tendo sido desenvolvido para fazer frente aos navios da Classe Myōkō construídos pela Marinha Imperial Japonesa, especialmente no quesito poder de fogo. Várias medidas para economizar peso foram implementadas, porém isto teve como consequência a grande redução do peso geral de sua blindagem.
Os cruzadores da Classe Pensacola eram armados com uma bateria principal composta por dez canhões de 203 milímetros montados em duas torres de artilharia triplas e duas duplas. Tinham um comprimento de fora a fora de 178 metros, boca de quase vinte metros, calado de seis metros e um deslocamento carregado de mais de onze mil toneladas. Seus sistemas de propulsão eram compostos por oito caldeiras a óleo combustível que alimentavam quatro turbinas a vapor, que por sua vez giravam quatro hélices até uma velocidade máxima de 32 nós (59 quilômetros por hora). Os navios também tinham um cinturão principal de blindagem com 64 a 102 milímetros de espessura.
Os dois navios passaram os primeiros anos de suas carreiras servindo tanto no Oceano Atlântico quanto no Oceano Pacífico, ocupando-se principalmente de exercícios de rotina e viagens para portos estrangeiros. Os Estados Unidos entraram na Segunda Guerra Mundial no final de 1941 e os cruzadores foram colocados em deveres de escolta de porta-aviões durante as Campanhas de Guadalcanal, Ilhas Aleutas, Ilhas Gilbert e Marshall, Ilhas Marianas e Palau, Filipinas e Ilhas Vulcano e Ryūkyū. Depois do fim da guerra foram usados como alvos nos testes nucleares da Operação Crossroads em julho de 1946, mas sobreviveram. Acabaram sendo afundados como alvos de tiro em 1948.